# Bürgerbräukeller

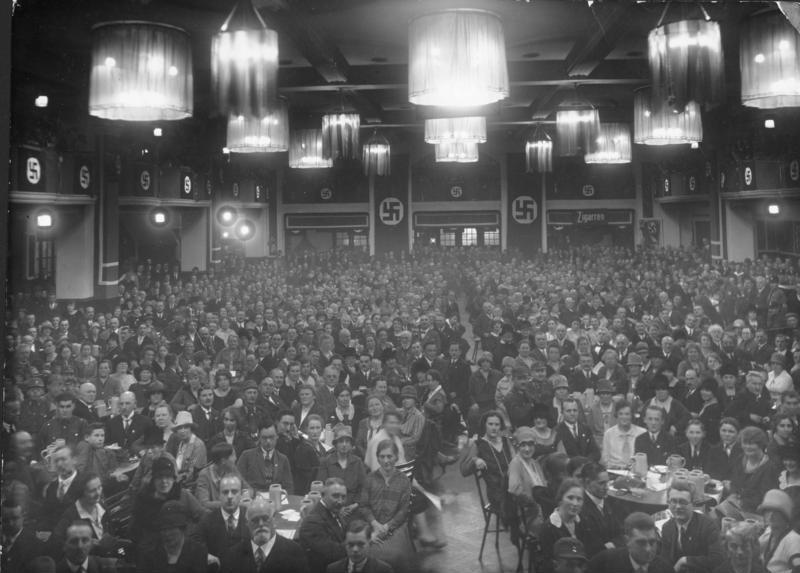
Reunião nazista em Bürgerbräukeller, ca 1923

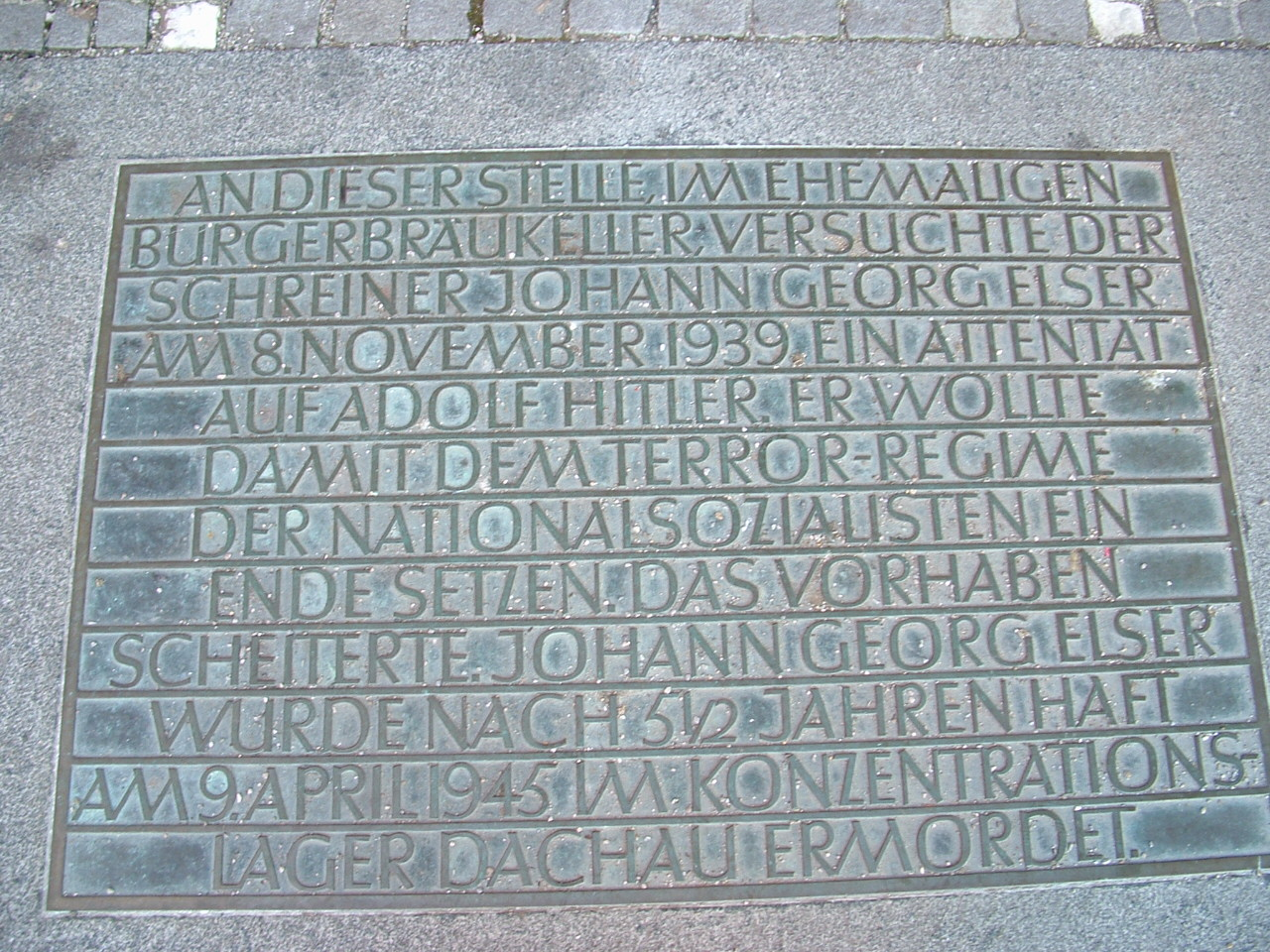
Placa comemorativa dedicada a Georg Elser no antigo local da cervejaria

O Bürgerbräukeller era uma grande cervejaria localizada em Munique, na Alemanha. Foi uma das grandes cervejarias da empresa Bürgerliches Brauhaus depois da fusão da Bürgerliches com a Löwenbräu. Situava-se na Rosenheimer Strasse no bairro de Haidhausen, atrás do atual Centro de Cultura Gasteig, no local onde se situa atualmente o Hilton Munich City Hotel e a sede do GEMA.
Entre 1920 e 1923, tornou-se num dos pontos de encontro preferidos do Partido Nazi. Foi lá, em 8 de novembro de 1923, que Adolf Hitler lançou o fracassado Putsch da Cervejaria. Depois de tomar o poder em 1933, Hitler comemorou cada aniversário da fracassada rebelião dando um discurso no Bürgerbräukeller aos veteranos sobreviventes do Putsch.
Em 1939, um operário antinazista, Georg Elser, escondeu uma bomba-relógio no Bürgerbräukeller, ajustada para explodir durante o discurso de Hitler em 8 de novembro. A bomba explodiu, matando sete pessoas e ferindo sessenta e três, mas Hitler escapou ileso; ele havia abreviado o seu discurso e deixado o local cerca de meia hora antes. Elser foi preso, encarcerado por cinco anos e meio e executado pouco antes do fim da guerra. A bomba de Elser causou danos estruturais graves ao edifício, que nunca foi reconstruido. A partir dessa data, Hitler realizou a sua comemoração anual do Putsch na Löwenbräukeller na Stiglmaierplatz.
Até o fim da guerra em 1945, o Bürgerbräukeller foi utilizado para armazenamento de alimentos; posteriormente, foi convertido em uma USO pelas mulheres da Cruz Vermelha. Winnie Wildman, de Dallas, Texas, juntamente com suas colegas da Cruz Vermelha, restaurou a cervejaria bombardeada com as suas próprias mãos, criando um abrigo aconchegante de entretenimento para as tropas de ocupação aliadas. O Bürgerbräukeller foi reaberto como uma cervejaria e local para eventos em 1958. O edifício foi demolido em 1979 em favor de novas construções, tal como acontecera com o Münchner Kindl-Keller e a cervejaria Hofbräu alguns anos antes.
Atualmente existe uma placa comemorativa dedicada a Elser no local, perto da escultura de água de uma tuba, no chão, junto ao arco.